# Fortezza di Niš
La Fortezza di Niš (in serbo Нишка тврђава?, Niška tvrđava) è una fortezza nella città di Niš, in Serbia. Si tratta di un importante complesso e di un monumento culturale e storico. Sorge sulla riva destra del fiume Nišava, dominando l'area abitata da più di due millenni. Fu messo sotto tutela per legge nel maggio 1948 in quanto dichiarato luogo culturale di grande importanza. Le condizioni attuali della fortezza la qualificano come una delle fortificazioni meglio conservate in Serbia e nella penisola balcanica.

## Storia
La fortificazione esistente è di origine turca ottomana, risalente ai primi decenni del XVIII secolo (1719–1723). È noto come uno dei monumenti di questo tipo più significativi e meglio conservati dei Balcani centrali. La Fortezza fu eretta sul sito di precedenti fortificazioni: antiche fortezze romane, bizantine e più tardi ancora medievali. Durante la prima guerra mondiale fu occupata dai bulgari che la trasformarono in una prigione dove furono imprigionati i patrioti serbi.

## Costruzione
La fortezza presenta una pianta poligonale, otto terrazzi bastionati e quattro massicce porte. Si estende su 22 ettari di terreno. Le mura del bastione sono lunghe 2.100 m, alte 8 m e spesse in media 3 m. La pietra da costruzione, prelevata dalle vicine cave, è stata tagliata in blocchi di forma piuttosto uniforme. L'interno del muro di cinta è stato ulteriormente fortificato da una costruzione in legno, santrač, e da un ulteriore baluardo, trpanac. All'esterno la Fortezza era circondata da un ampio fossato, la cui parte settentrionale si è conservata fino ai giorni nostri. Oltre alle massicce mura di pietra del bastione, la Porta meridionale di "Stambol" e la Porta occidentale di Belgrado sono abbastanza ben conservate. Parzialmente conservate sono le porte dell'acqua, mentre sono rimasti solo i resti della Porta Vidin settentrionale e della Porta Jagodina sud-orientale. Con una ricostruzione completa di tutte le porte, la fortezza di Niš tornò a essere, dal punto di vista architettonico e funzionale, un sistema di fortificazione chiuso.
Lontano nella fortezza, c'è una stazione meteorologica, che fornisce le previsioni per la città di Niš.
Dal 1966, la fortezza è la sede del Niš Film Festival.

## Edifici e monumenti all'interno delle mura

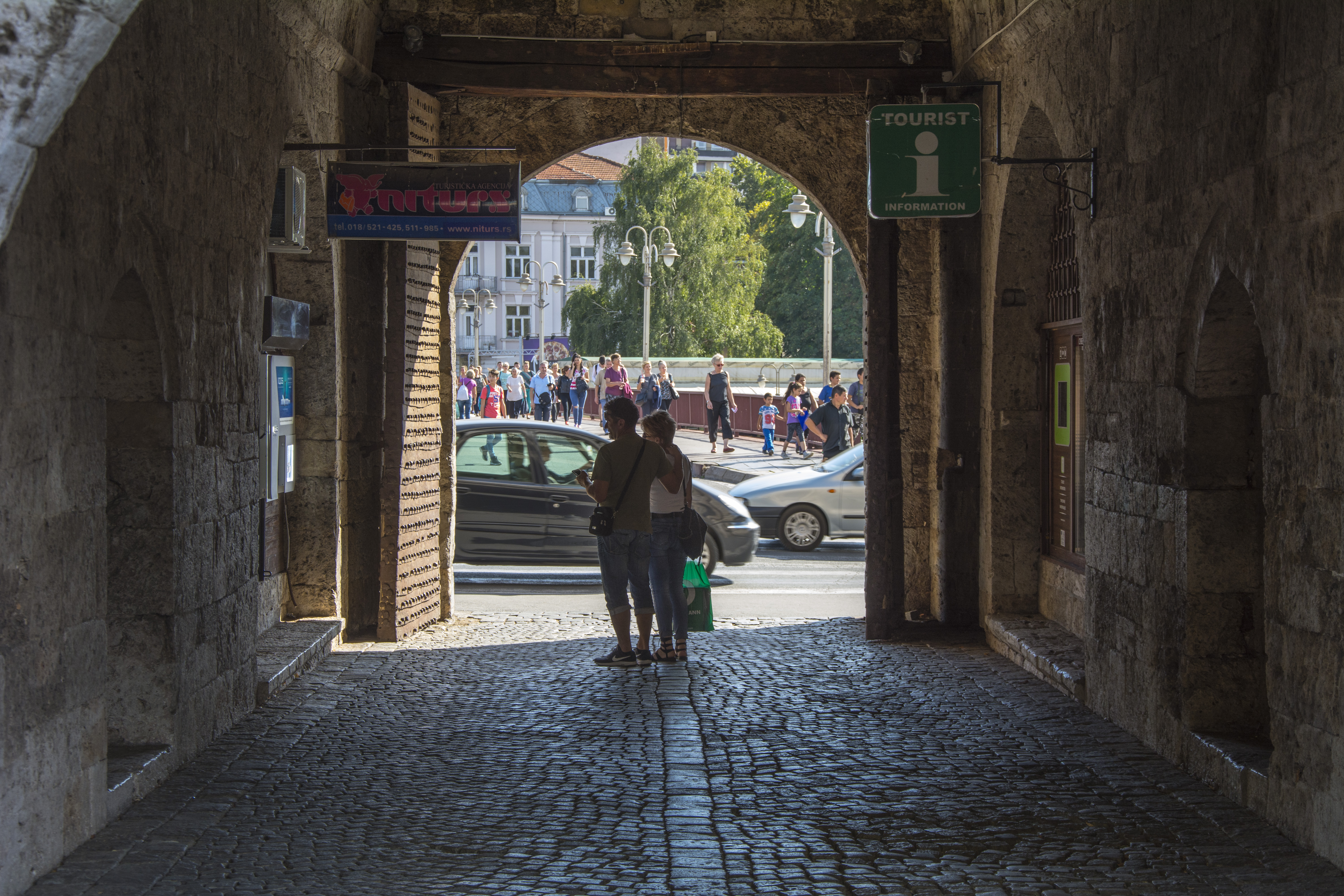
Porta Stambol all'interno
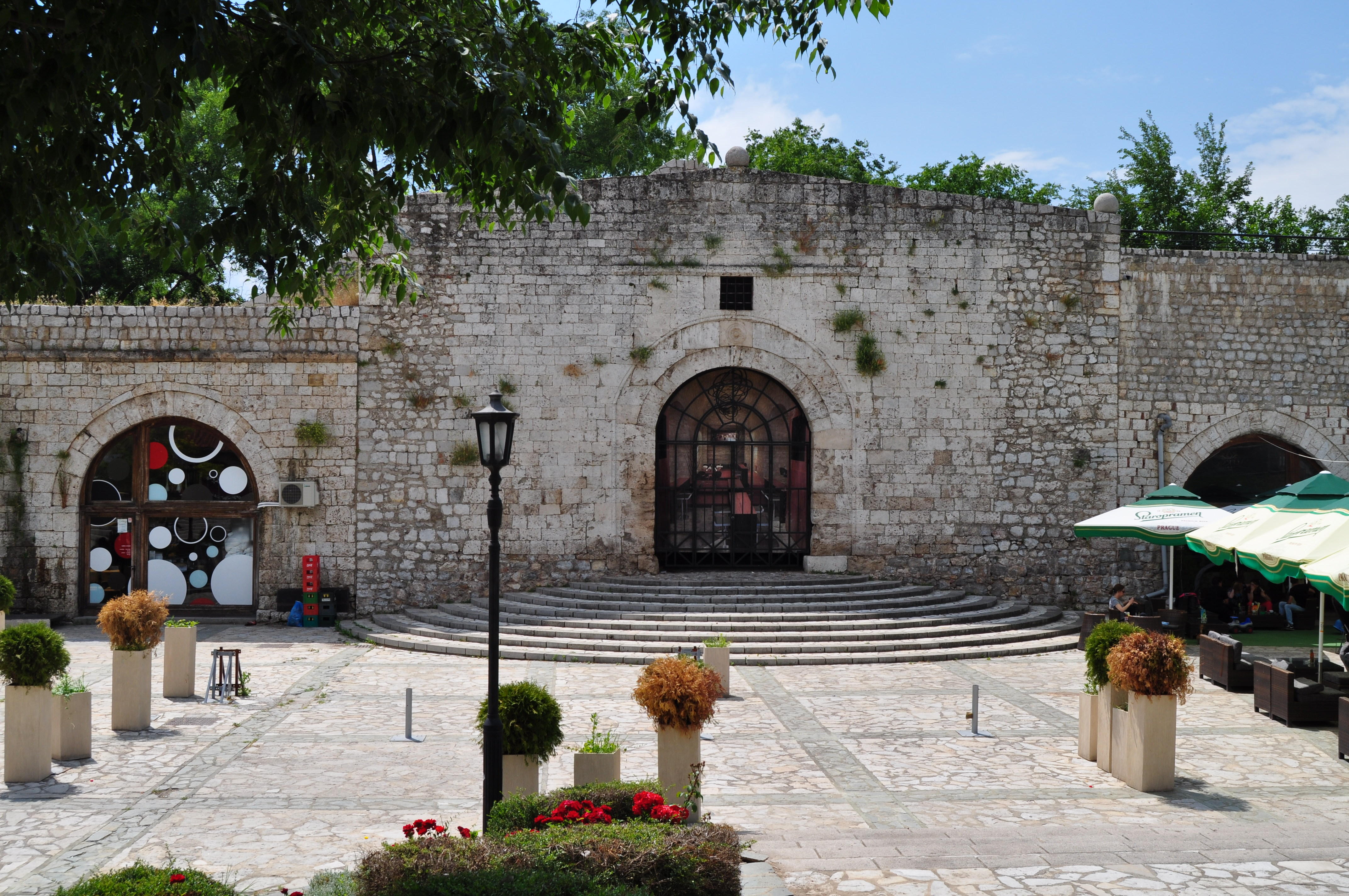
Porta di Belgrado
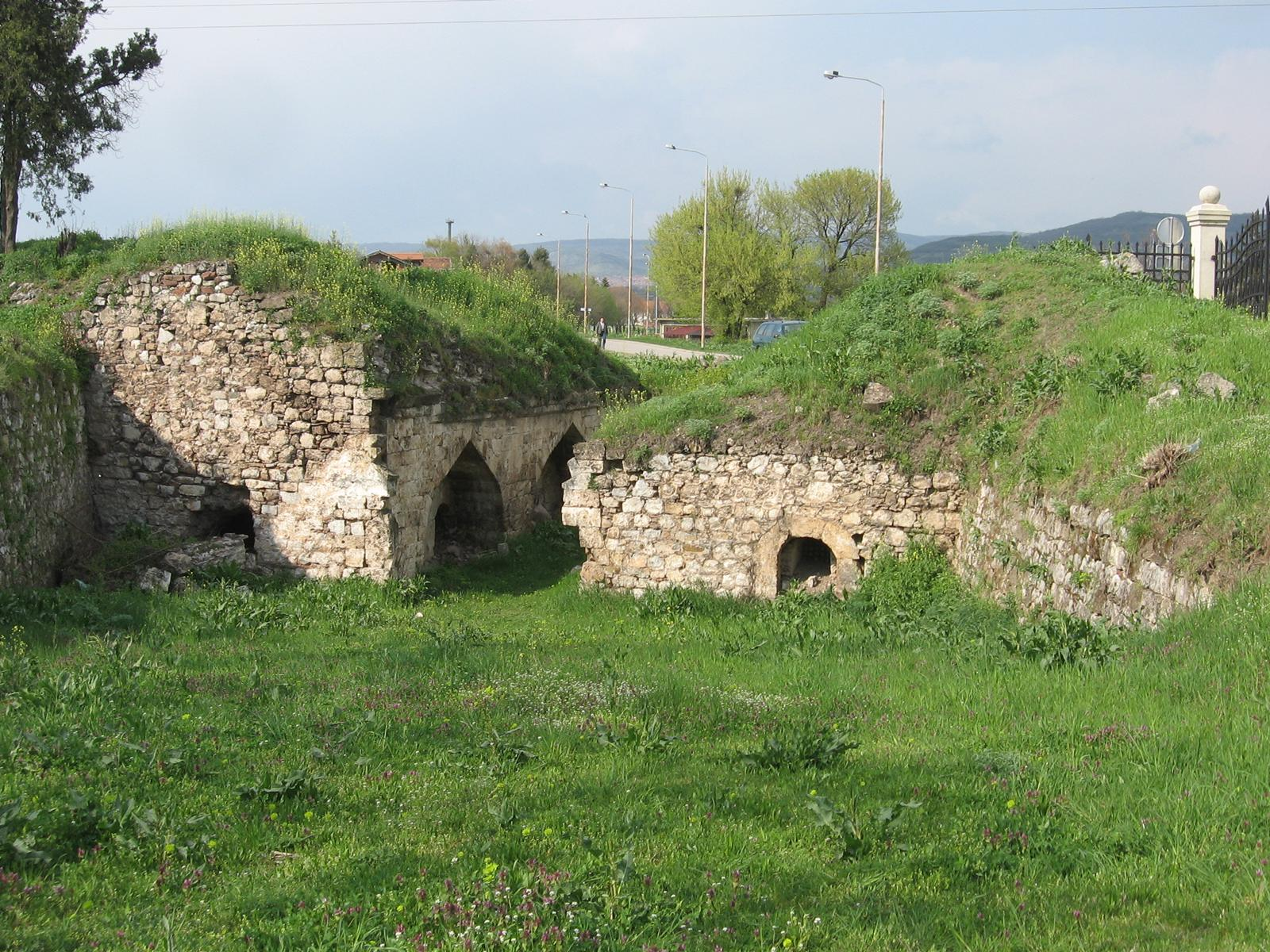
Porta Vidin (resti)
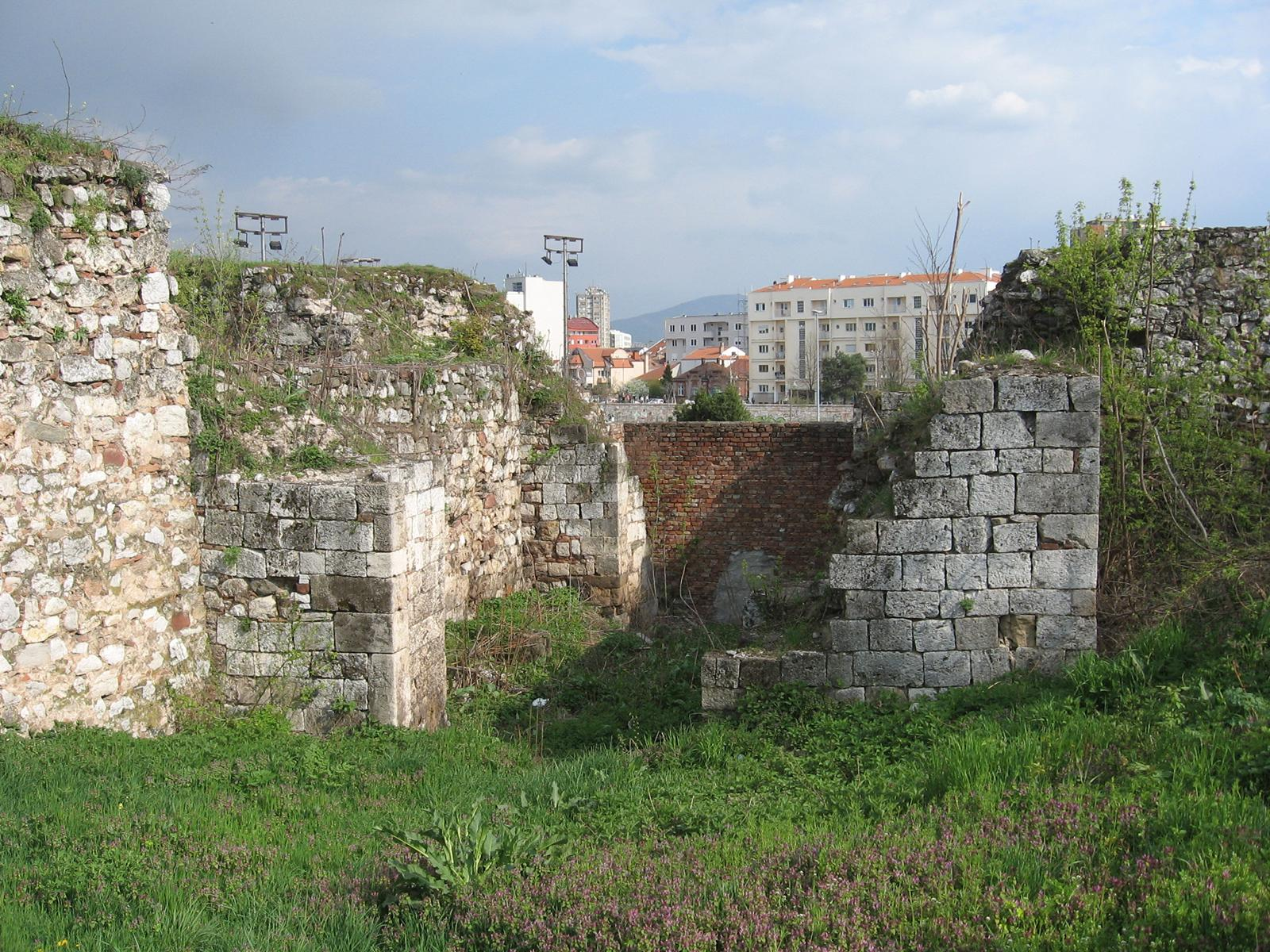
Cancello di Vodena (Acqua).
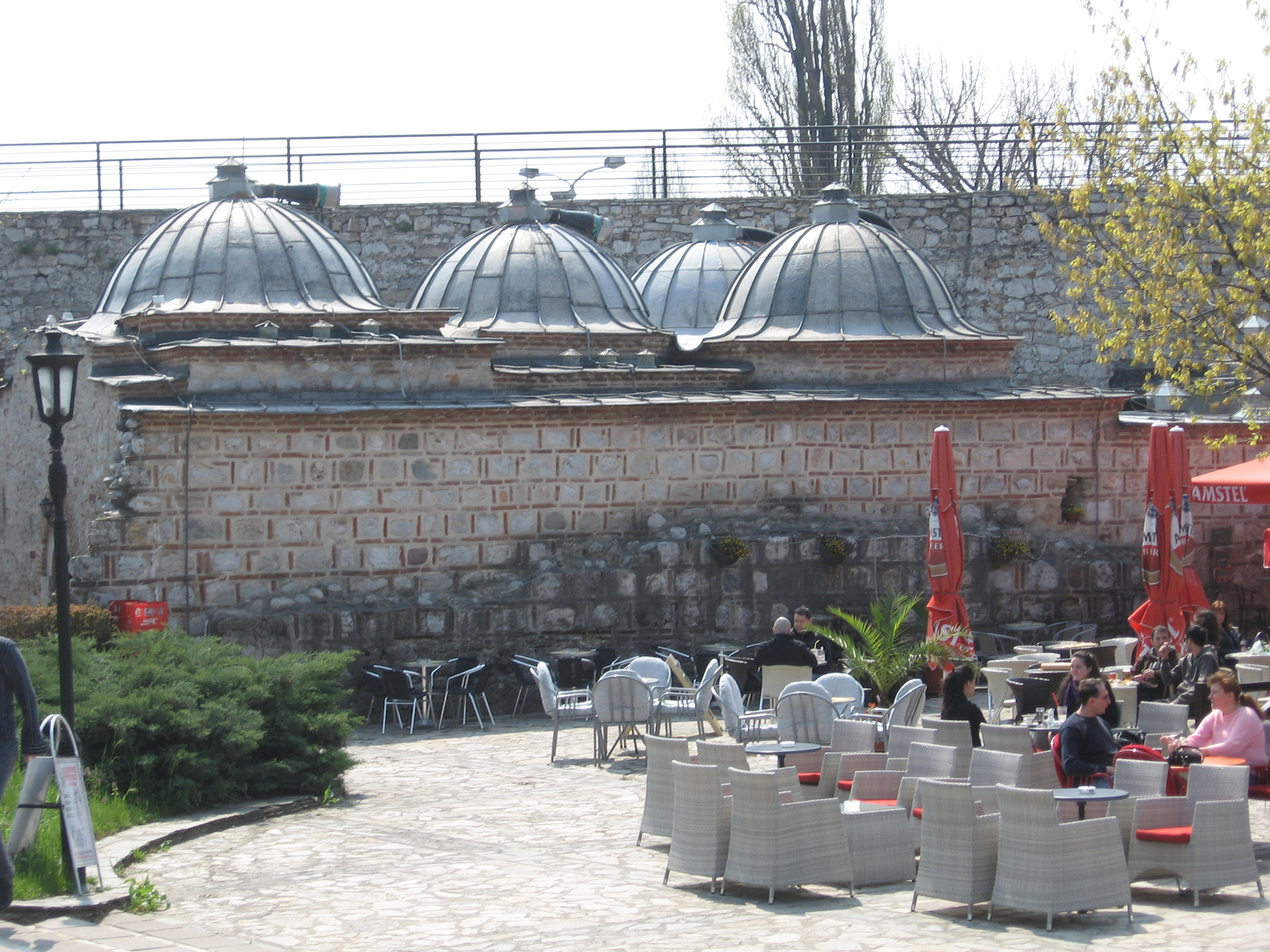
Hammam (bagno turco)
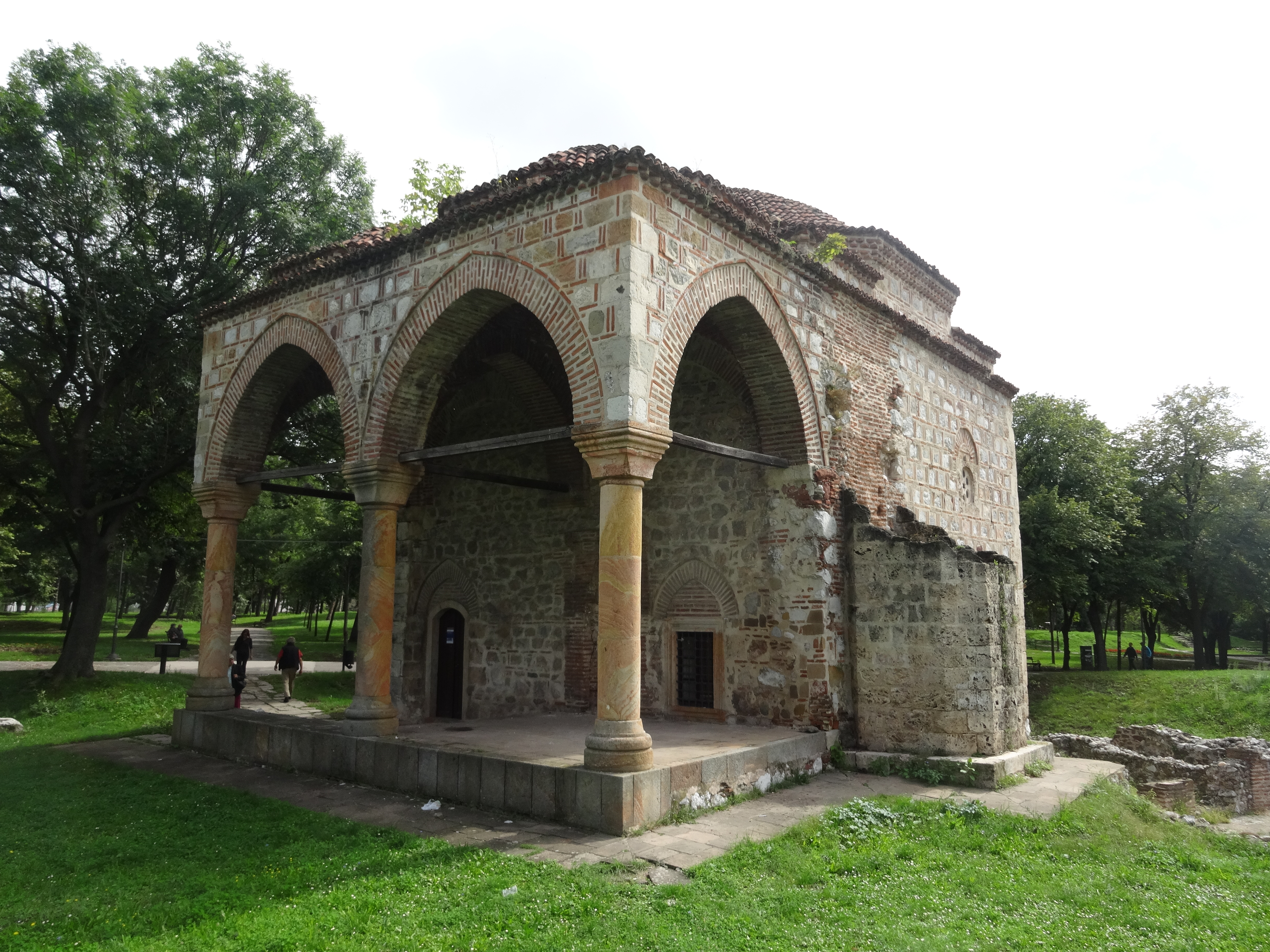
Moschea Bali-Bey
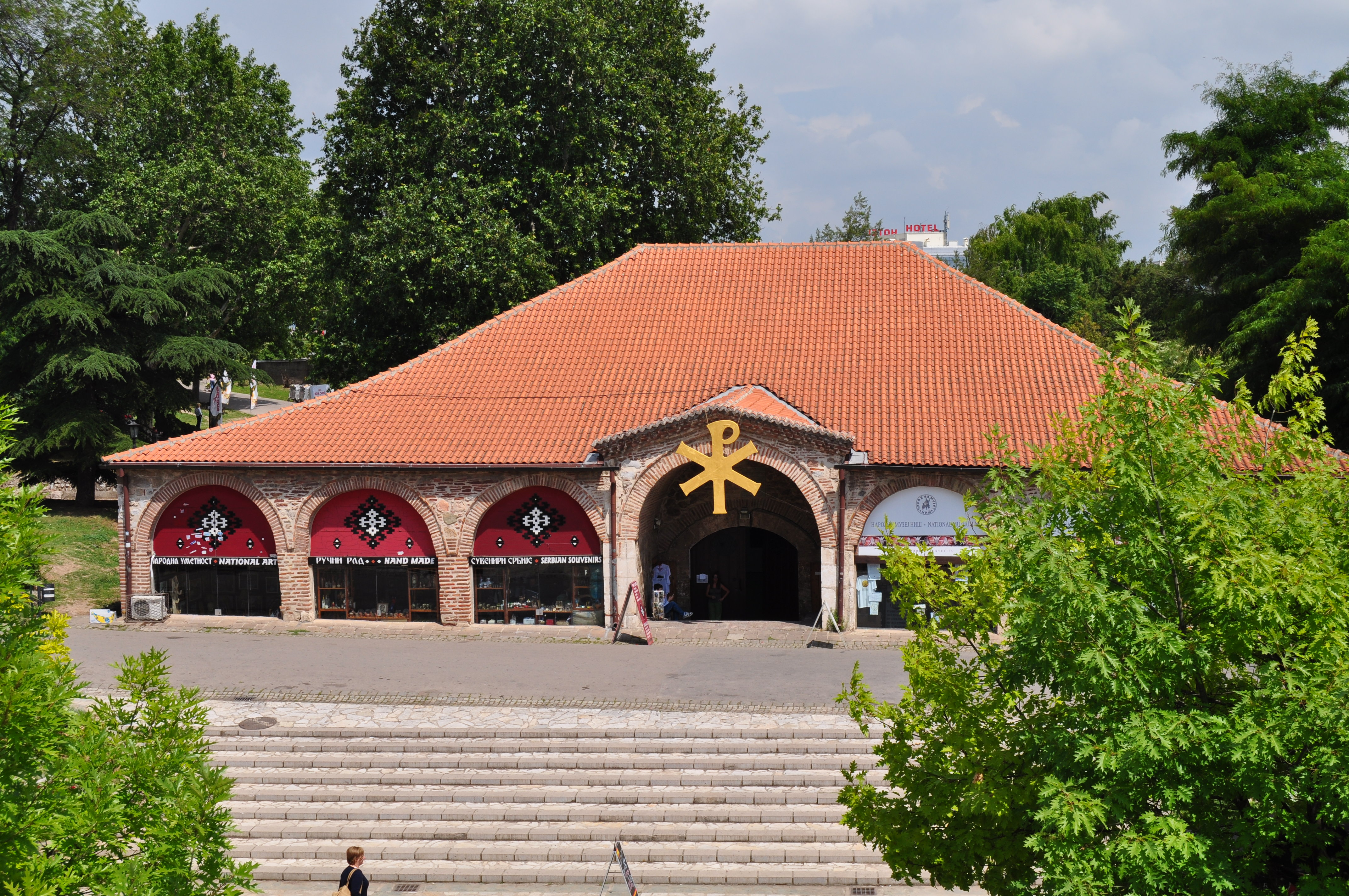
L'edificio dell'arsenale, che oggi ospita gallerie d'arte
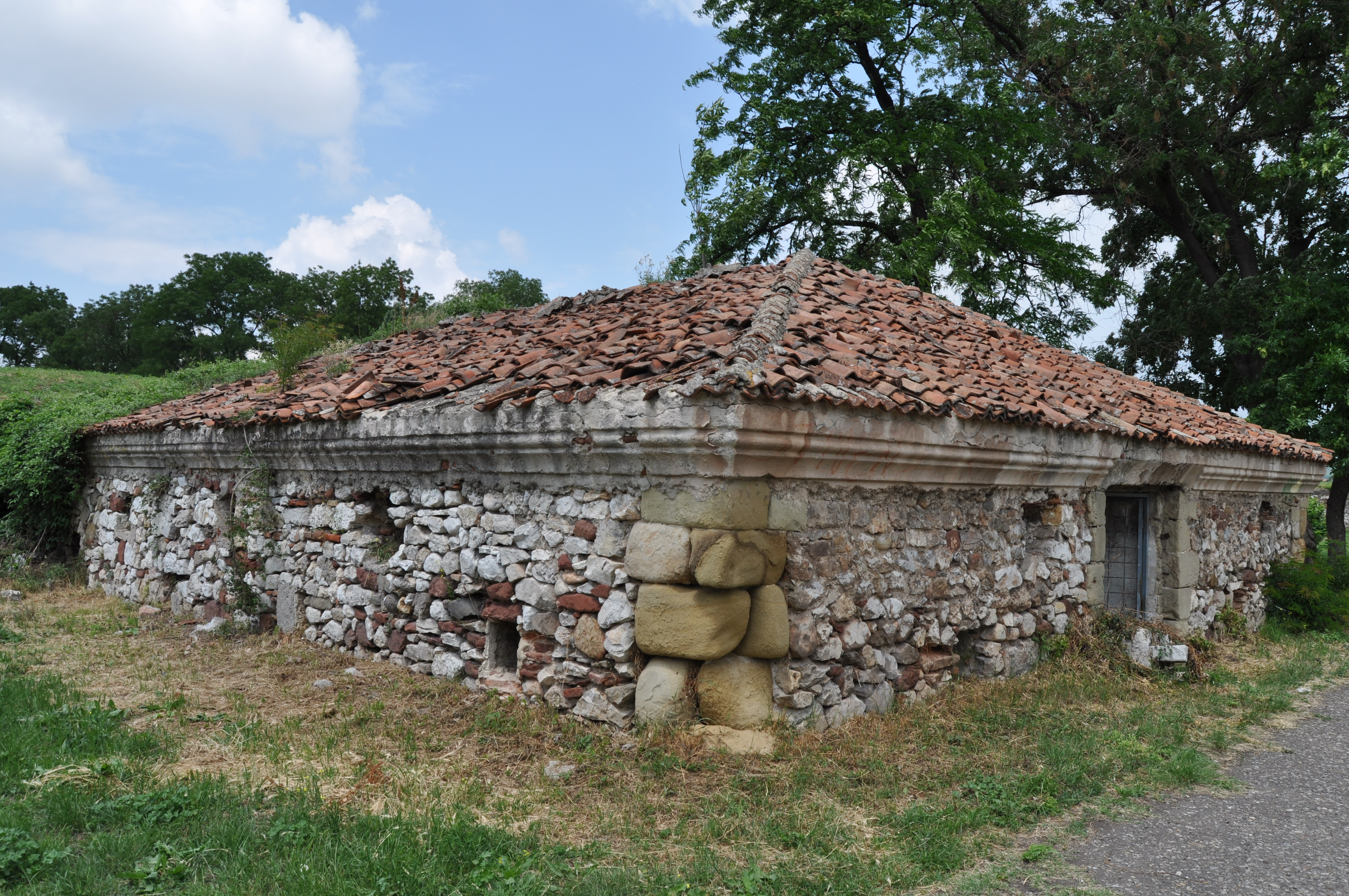
Polveriera
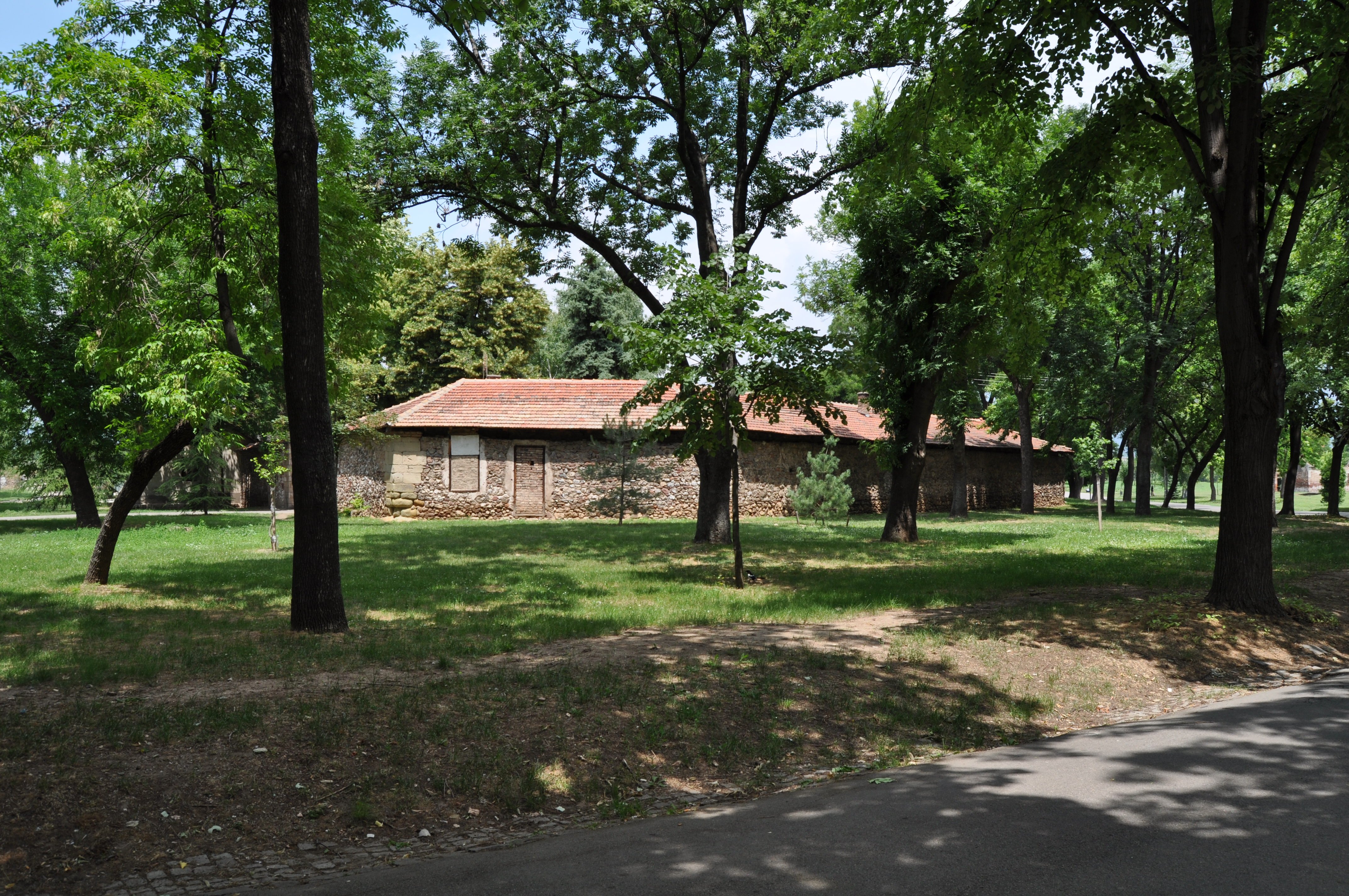
La residenza di Pascià
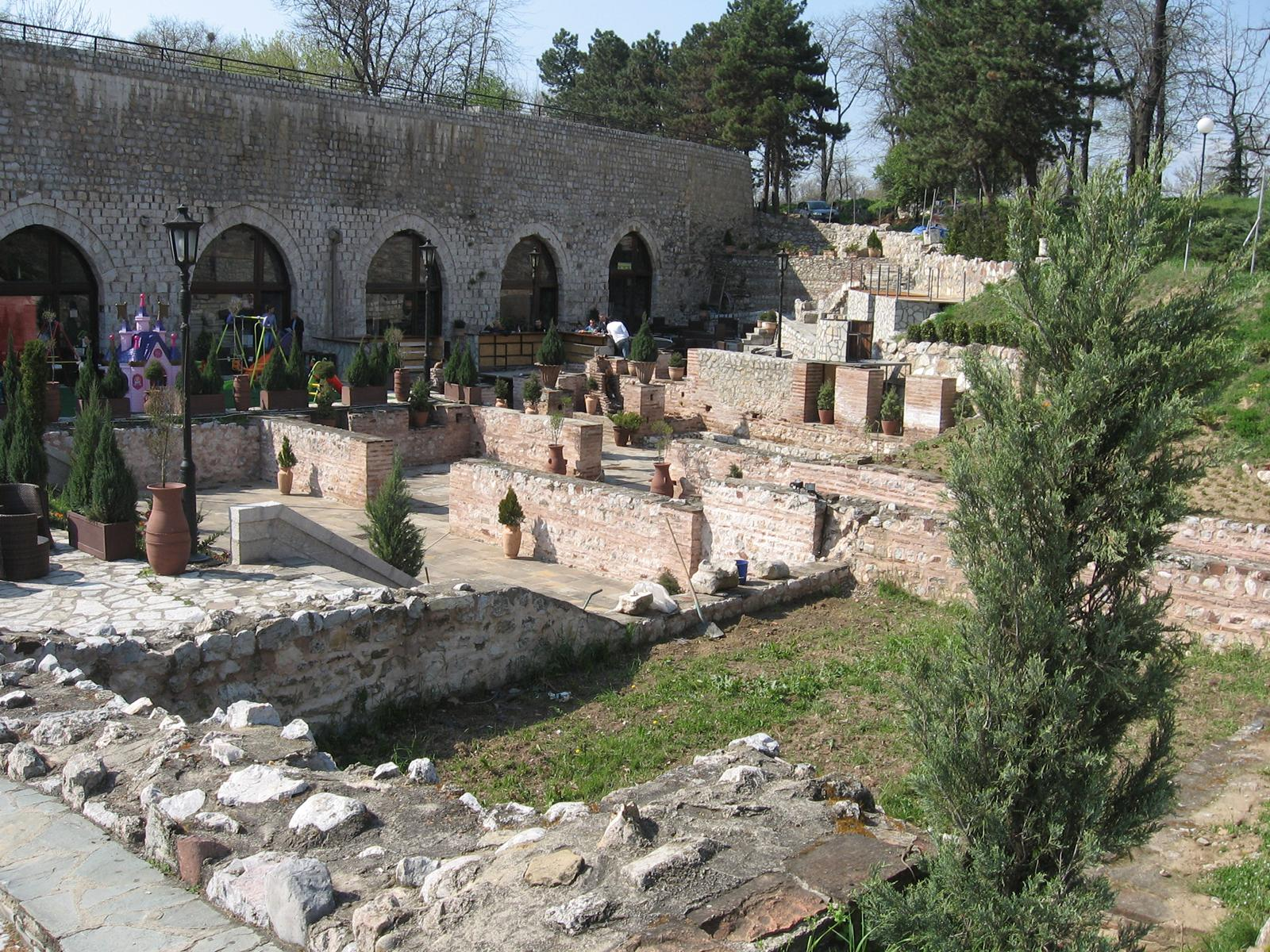
Conservate rovine romane che oggi funzionano come bar
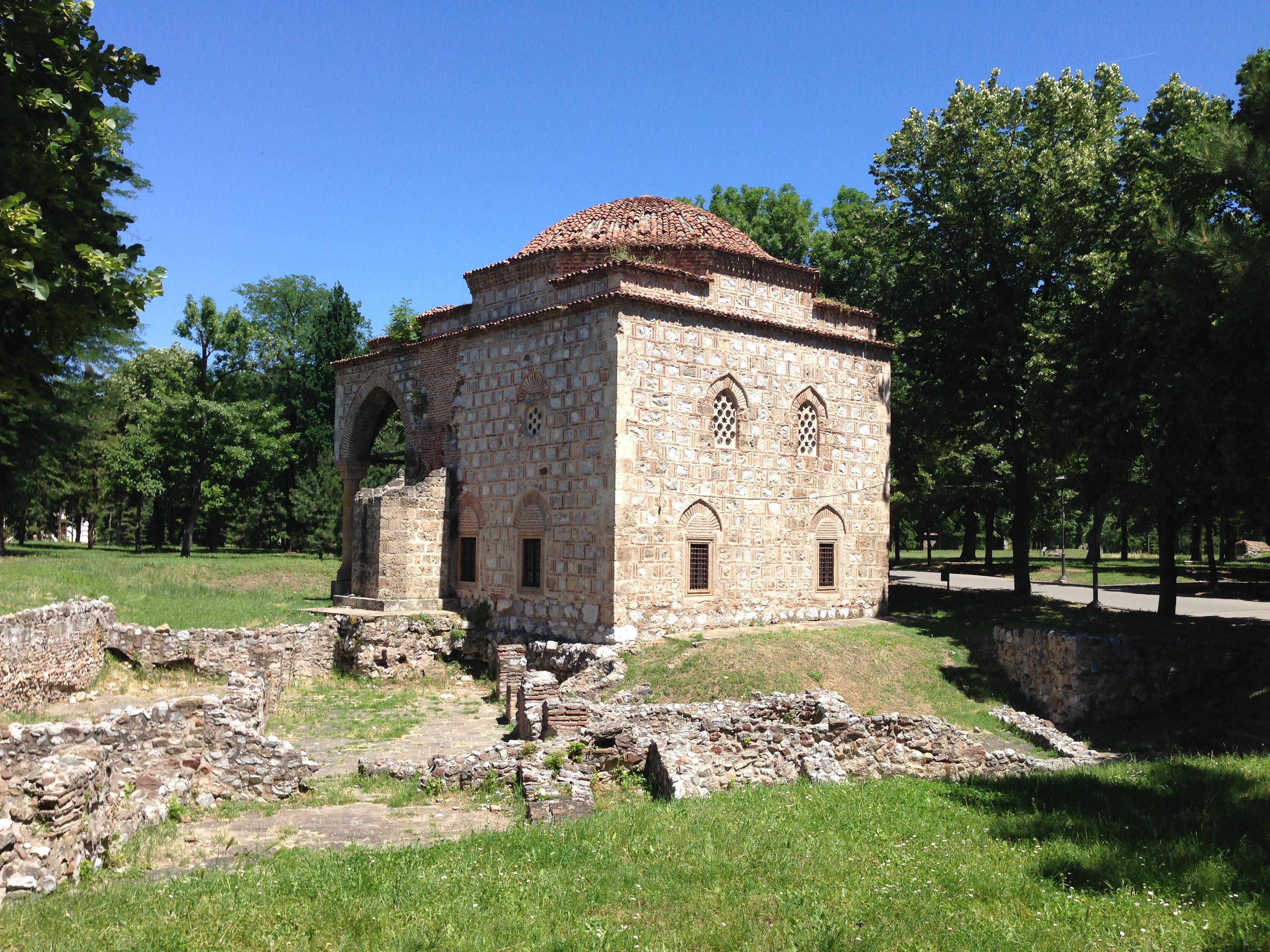
Un'antica officina rimane vicino alla moschea di Bali-Bey
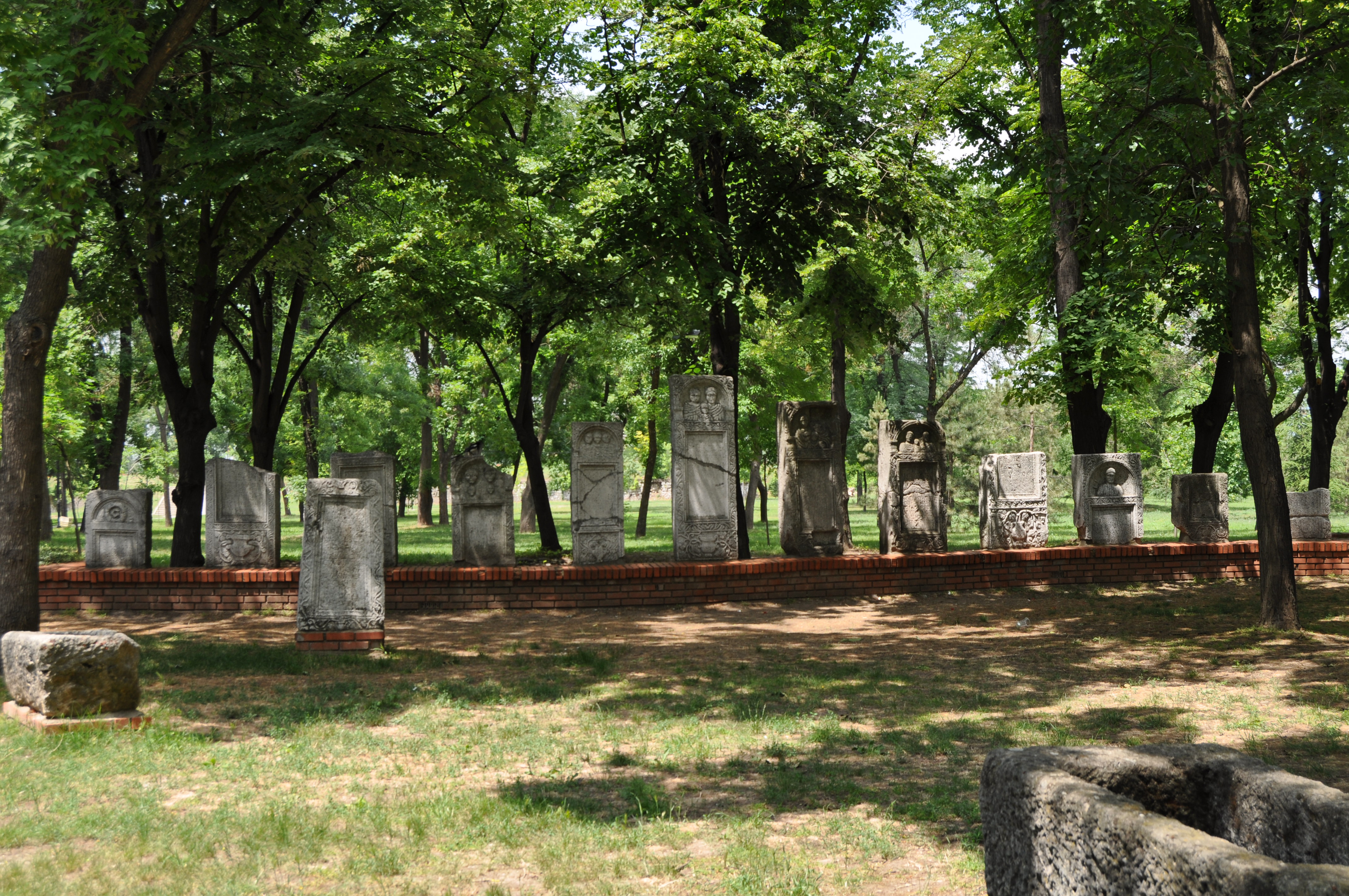
Lapidario
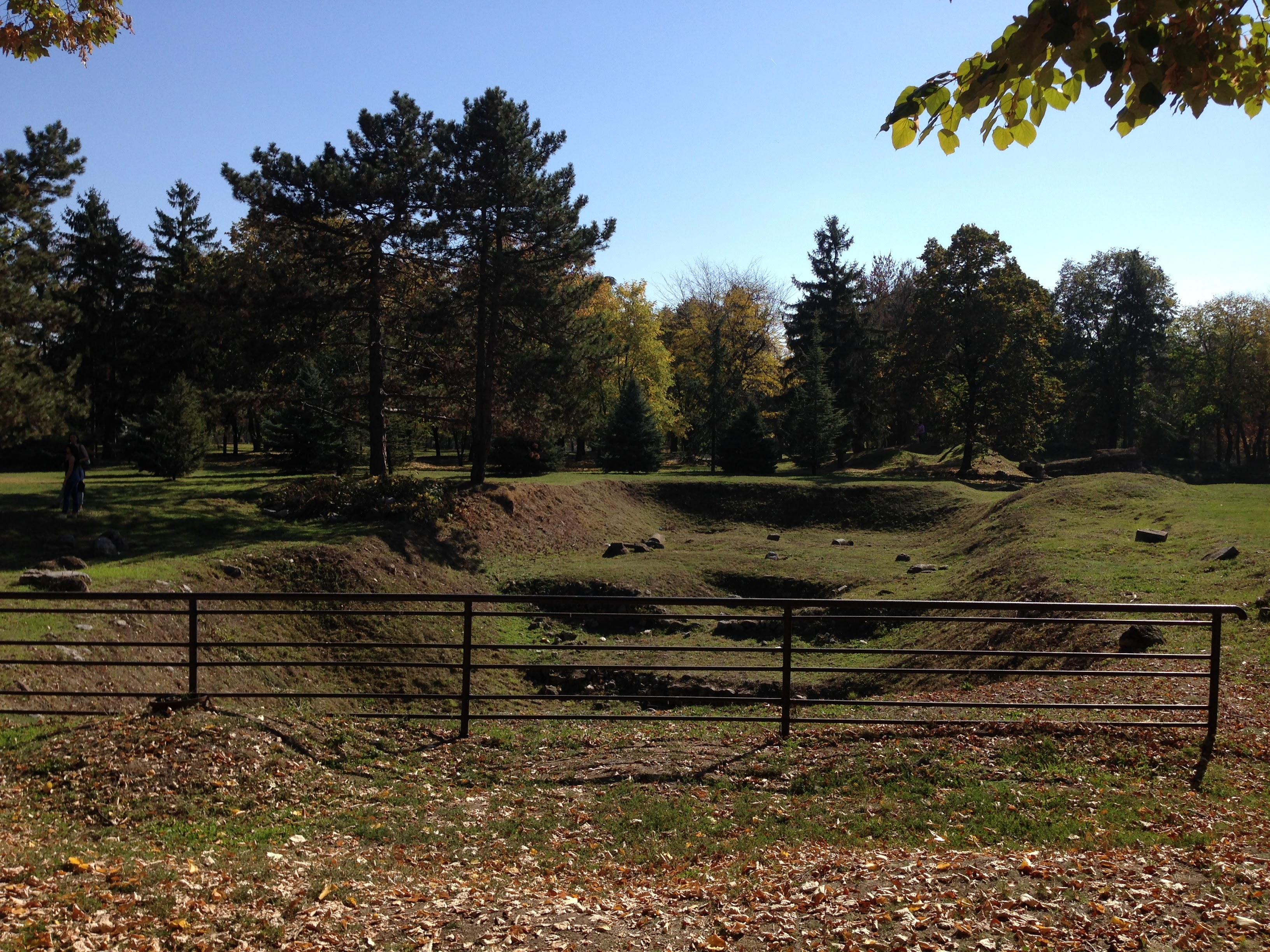
Resti di antiche strade
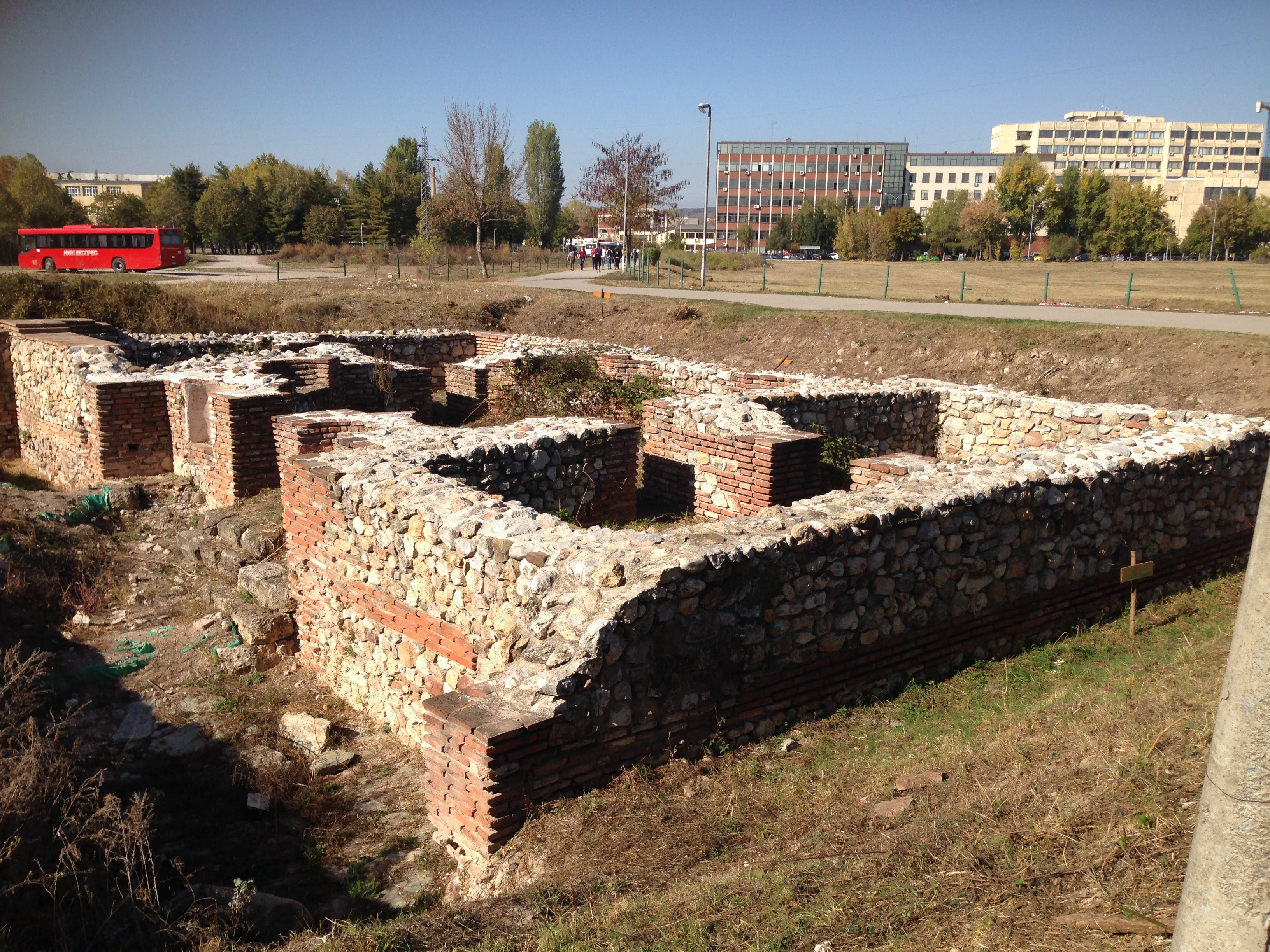
Antico Palazzo Ottagonale
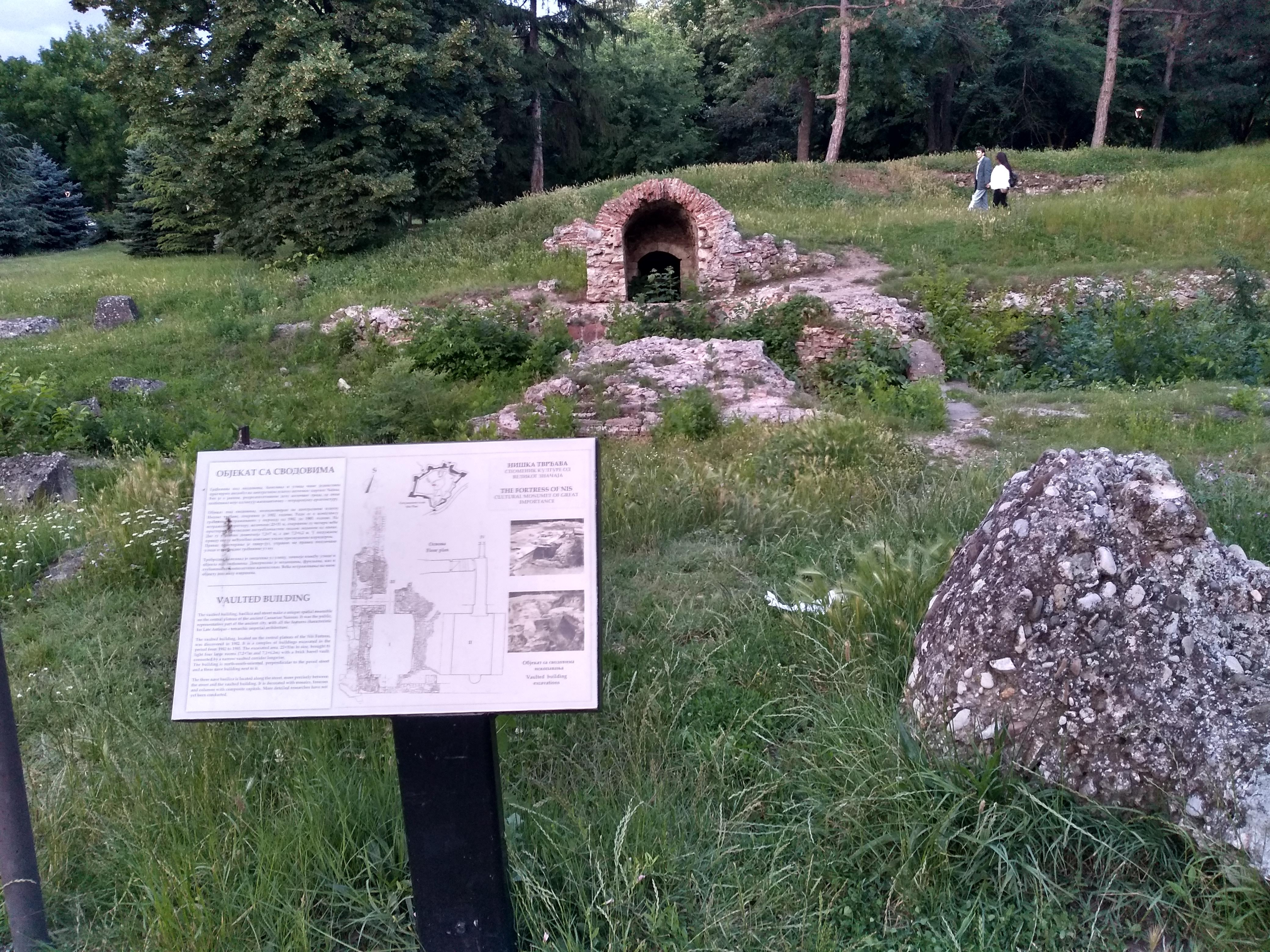
Edificio a volta, sito archeologico
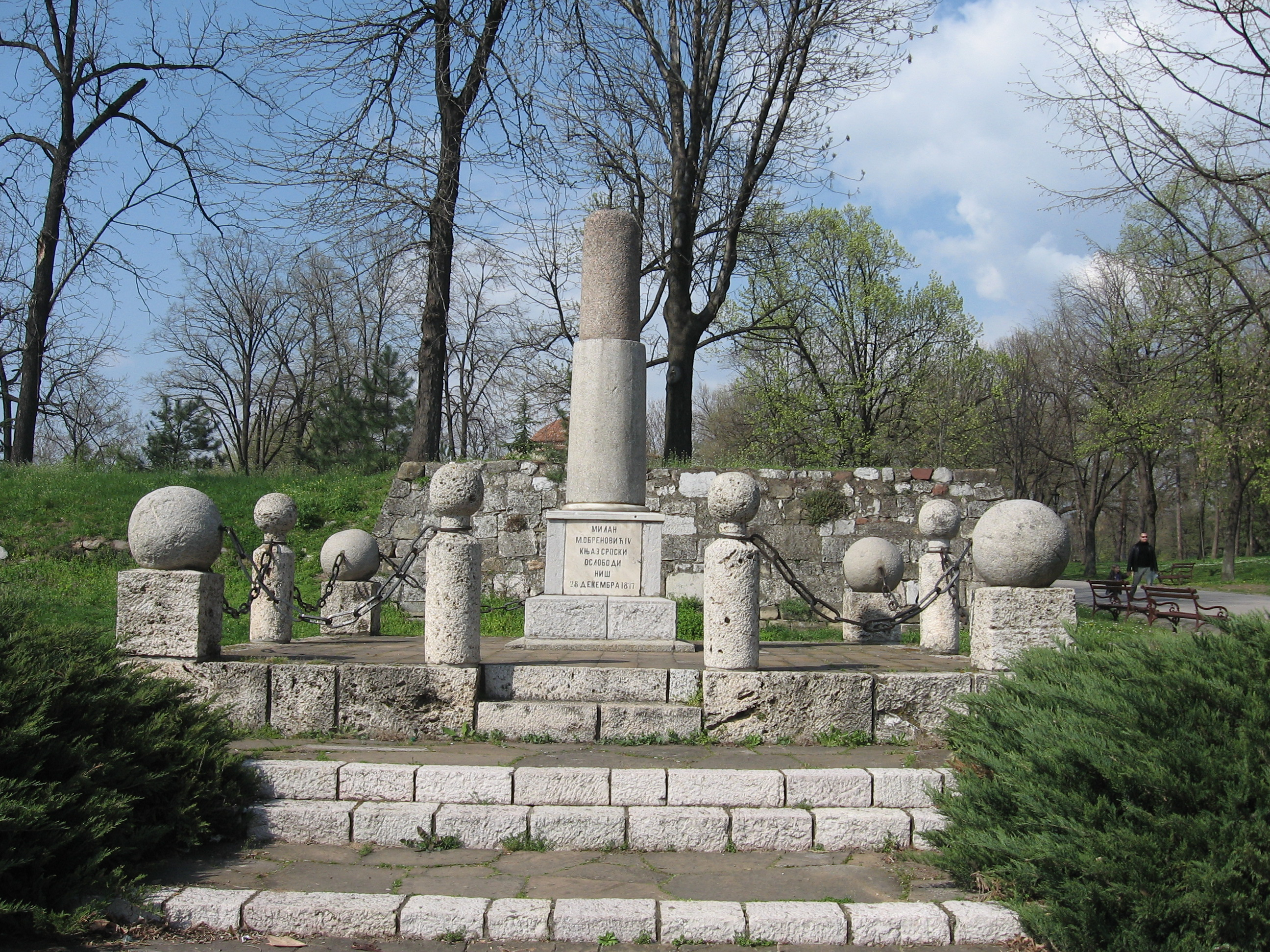
Monumento a Milan I di Serbia
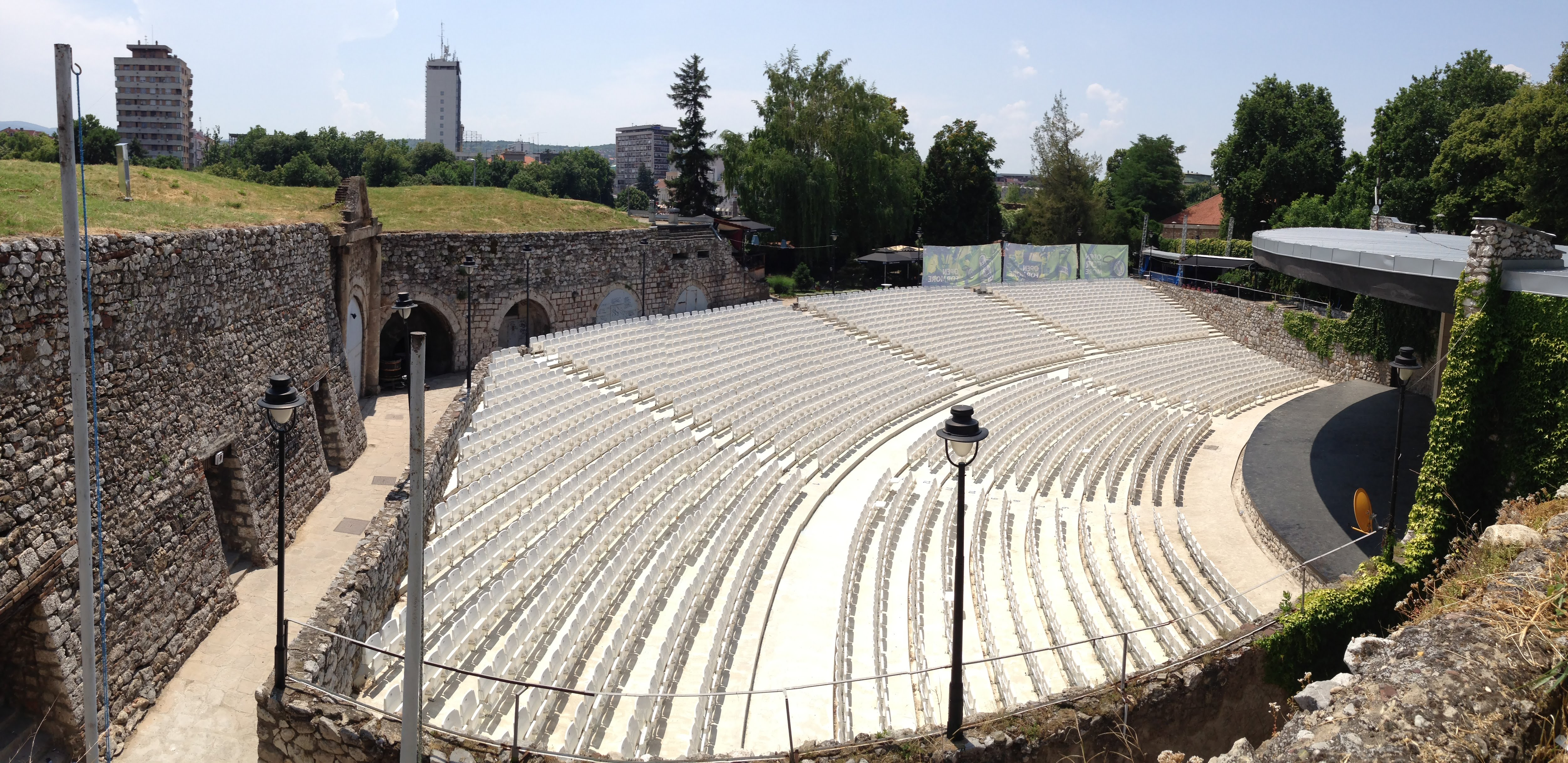
Fase estiva
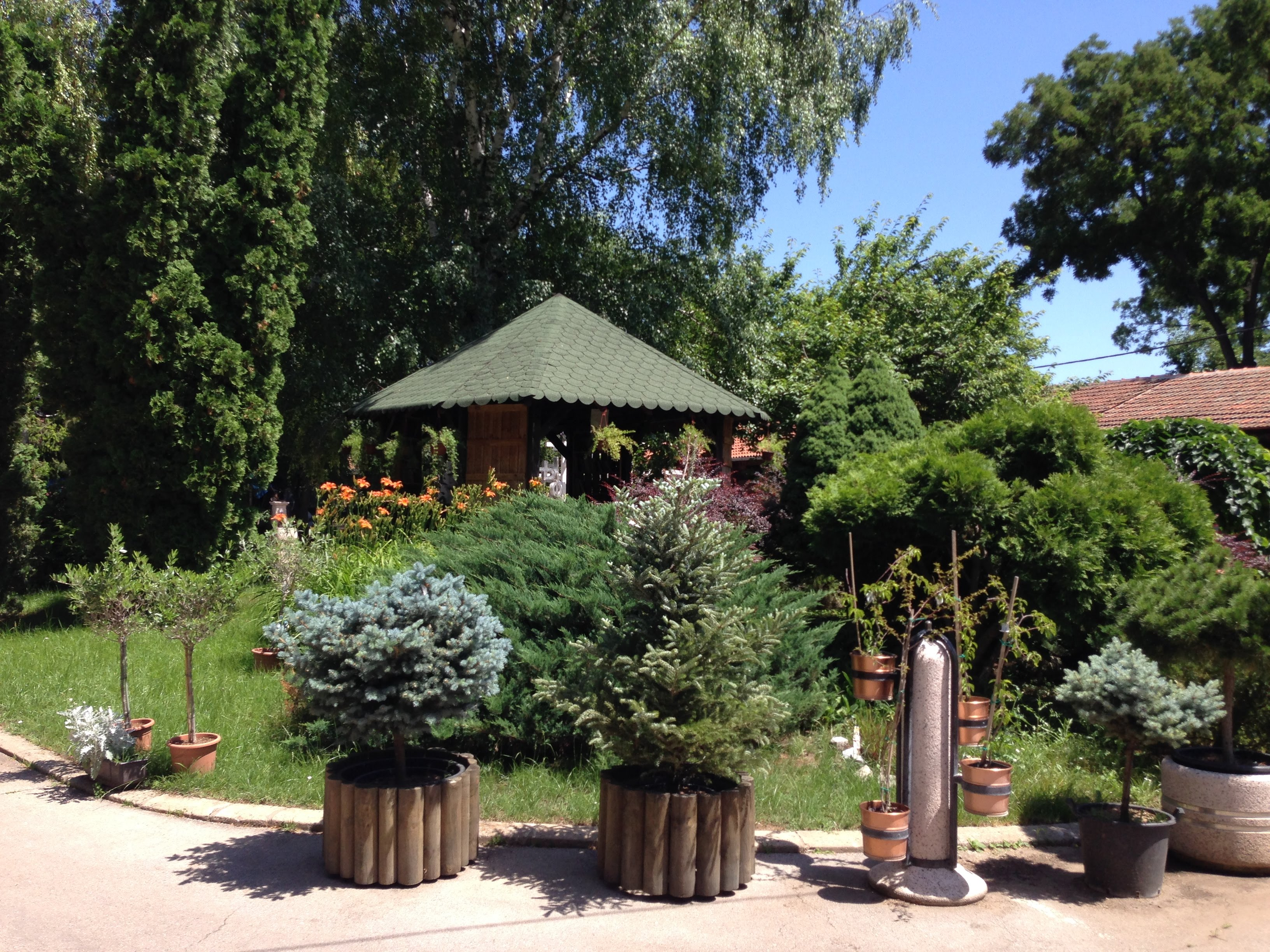
Giardino cittadino di Niš